# Umiar Mawlichanow
Umiar Abdułłowicz Mawlichanow (ros. Умяр Абдуллович Мавлиханов, ur. 24 września 1937 w Moskwie, zm. 14 lipca 1999 tamże) – radziecki szablista, trzykrotny medalista olimpijski i wielokrotny medalista mistrzostw świata.
Na igrzyskach olimpijskich w Rzymie w 1960 roku zajął drużynowo piąte miejsce. Na rozgrywanych cztery lata później igrzyskach olimpijskich w Tokio reprezentacja ZSRR w składzie: Umiar Mawlichanow, Mark Rakita, Jakow Rylski, Boris Mielnikow i Nugzar Asatiani zdobyła drużynowo złoty medal. W turnieju indywidualnym wywalczył brązowy medal, w rundzie finałowej wygrał jedną z trzech walk i uplasował się za Węgrem Tiborem Pézsą i Francuzem Claude’em Arabo. Brał też udział w igrzyskach olimpijskich w Meksyku w 1968 roku, gdzie wspólnie z Markiem Rakitą, Władimirem Nazłymowem, Wiktorem Sidiakiem i Eduardem Winokurowem ponownie zdobył złoty medal drużynowo. W zawodach indywidualnych był tym razem siódmy.
Podczas mistrzostw świata w Filadelfii w 1958 roku razem z Lwem Kuzniecowem, Jakowem Rylskim i Dawidem Tyszlerem zajął drugie miejsce w zawodach drużynowych. W tej samej konkurencji zdobywał następnie złote medale na mistrzostwach świata w Paryżu (1965), mistrzostwach świata w Montrealu (1967) i mistrzostwach świata w Hawanie (1969), srebrne na mistrzostwach świata w Turynie (1961), mistrzostwach świata w Gdańsku (1963) i mistrzostwach świata w Moskwie (1966) oraz brązowe na mistrzostwach świata w Budapeszcie (1959) i mistrzostwach świata w Buenos Aires (1962).
Odznaczony medalem „Za pracowniczą dzielność” i medalem „Za pracowniczą wybitność”. Po zakończeniu kariery pracował jako trener.